# Рашид, Абдул Латиф
Абдул Латиф Рашид (араб. عبد اللطيف رشيد‎;) также известный как Латиф Рашид (курд. بەتیف ڕەاید; род. 10 августа 1944, Сулеймания, Королевство Ирак) — иракский политический и государственный деятель курдского происхождения, 9-й президент Ирака с 17 октября 2022 года.

## Биография
Абдул Латиф Рашид родился 10 августа 1944 года в Сулеймании, Королевство Ирак, в курдской семье, происходящей из высшего сословия. Учился в британской средней школе с серией экзаменов «A-Levels» в Северном Уэльсе. В 1968 году получил степень бакалавра в области гражданского строительства из Ливерпульского университета, в 1972 году получил степень магистра, в 1976 году — доктора философии в области инженерии Манчестерского университета. По возвращении в Ирак стал активным членом ПСК под руководством Джаляля Талабани.
Принимал участие в ряде программ и организаций, связанных с разработкой, развитием сельского хозяйства. Работал старшим менеджером проектов Продовольственной и сельскохозяйственной организации ООН (UNFAO) в Йемене и Саудовской Аравии. 
В 1992 году Абдул был избран вице-президентом и исполнительным членом Иракского национального конгресса (ИНК), а в 1998 году он был избран в руководство ИНК, состоявшее тогда из 6 человек. Он был членом Исполнительного совета Иракского национального конгресса и представителем Патриотического союза Курдистана в Великобритании с 1986 года, а также представителем Фронта Курдистана.
Абдул — дипломированный инженер, сотрудник Института гражданского строительства и Международной комиссии по ирригации и дренажу (МКИД). Он был внештатным консультантом по ирригационным и дренажным проектам и работал с Управлением водного хозяйства.
Помимо технических знаний и обязанностей Абдул принимал активное участие как в курдской, так и в иракской политике. Он присутствовал на многих конференциях и официальных встречах от имени курдских политических партий и иракских оппозиционных групп при режиме Саддама Хусейна. Абдул также представлял курдскую политику и иракские оппозиционные группы Саддаму на официальных встречах с различными международными институтами и правительствами.
Будучи министром водных ресурсов с сентября 2003 по декабрь 2010 года, Абдул отвечал за ряд вопросов, включая ирригацию, муниципальное и промышленное водоснабжение, гидроэнергетику, борьбу с наводнениями и экологические требования, включая восстановление болот. После свержения режима Саддама Хусейна в апреле 2005 года министр наблюдал за значительными улучшениями в управлении водными ресурсами страны.
13 октября 2022 года Абдул был избран 9-м президентом Ирака. Абдул сменил Бархама Салеха на посту главы государства после двухраундового голосования в парламенте, набрав более 162 голосов против 99 за Бархама Салеха.

## Личная жизнь
Женат на Шаназ Ибрагим Ахмед, у них двое сыновей и одна дочь.

## Награды
- Большой крест с цепью ордена «За заслуги перед Итальянской Республикой» (5 июня 2023 года, Италия)[3]